# 私論理
私論理（わたしろんり）は、2020年1月8日にYouTube上で公開された、KAMITSUBAKI STUDIO所属のバーチャルアーティスト花譜のオリジナル楽曲である。作詞・作曲はカンザキイオリ、編曲は安宅秀紀が行った。2020年11月25日にリリースされたアルバム『魔法α』/『魔法β』に収録された。

## 概要
2019年11月22日に渋谷PARCO の GALLERY X 跡地にKAMITSUBAKI STUDIOフラッグシップスペース「3.5D by KAMITSUBAKI STUDIO×PARCO」が1年限定でオープンし、その最初の展覧会として同年12月31日まで開催された『花譜展』のテーマソングとして、会場で放送された。
ミュージックビデオの映像制作は川サキケンジが、映像制作協力は渡邊竜実、Q-taro、TatsuyaM、撮影は小林英彦、撮影アシスタントは戸羽正憲、タイポグラフィはZUMAが務めた。また、撮影は渋谷の各所にて行われた。
花譜の楽曲の中では、それまでになかった珍しいテイストの作品である。歌詞はアイロニカルで、ダンサブルな楽曲に花譜独自の歌い方の「花譜節」が掛け合わされ、キャッチーな作品となっている。

## リミックスとライブでの演奏
リミックスアルバム『魔法γ』ではボカロPのいよわによるリミックス版「私論理 (いよわ Remix)」が収録された。
本楽曲は花譜のライブシリーズ「不可解」にて複数回披露されている。初めての演奏は2020年10月10日に開催された『花譜 2nd ONE-MAN LIVE「不可解弐Q1」』で、第2部の10曲目であった。そのリメイク作である『2nd ONE-MAN LIVE「不可解弐REBUILDING」』の「不可解弐Q1:RE -形を失った世界で僕らは-」や、2022年8月24日に日本武道館で開催された『花譜 3rd ONE-MAN LIVE「不可解参(狂)』でも演奏された。
『2nd ONE-MAN LIVE「不可解弐REBUILDING」』の「不可解弐Q3-魔法の無い世界-」では、ダンスナンバーにリミックスされた「私論理（Sosuke Oikawa Remix）」が演奏された。また、2023年3月4日に開催された『花譜 3rd ONE-MAN LIVE「不可解参(想)」』では、CIELとのコラボバージョンである「私論理 feat. CIEL」が披露された。

## その他
同じKAMITSUBAKI STUDIOのSINSEKAI RECORDに所属するVALISや明透によるカバーがYouTube上で公開されている。
ミュージックビデオはバーチャルYouTuberランキングにおいて、2020年1月第2週で最も再生された動画であり、2020年1月20日には100万回再生を達成した。「VTuber楽曲大賞2020」では、第8位にランクインした。ホロライブ所属の星街すいせいからは、花譜の曲の中で好きなものの1つに挙げられており。サビの部分でがなるところが好きで、ラップやポエトリーリーディングのリズム感が心地よくて口に出したくなると評価されている。